# Bernard d'Orgeval
Pour les articles homonymes, voir Orgeval.
Bernard Marie Jules d’Orgeval Dubouchet (2 août 1909 à Caluire- 6 décembre 2005 à Beaune) est un mathématicien français qui travaille essentiellement sur la géométrie algébrique.

## Biographie
Il a été camarade de classe de Jean Ville, lui-même mathématicien.
Bien qu'admis à l'École Polytechnique, il opte pour l’École Normale Supérieure de Paris en 1929.
Après avoir quitté l'école normale supérieure en 1932, Bernard d'Orgeval enseigna les mathématiques à l'École normale supérieure de Téhéran et dans différents lycées en France (Orléans : 1940). Il travailla sur sa thèse à Rome, qu'il soutint à Paris en 1943 Sur les surfaces algébriques dont tous les genres sont 1.
Il passe la seconde guerre mondiale comme prisonnier de guerre dans un camp d'officiers en Allemagne. Il met à profit cette période pour préparer un doctorat en droit et aider des officiers à préparer leurs concours en mathématiques. À partir de 1945, il enseigne les mathématiques dans les universités de Grenoble, Alger et en dernier Dijon (mécanique rationnelle) de 1955 à sa retraite en 1979.
Parallèlement à ses cours, il continua ses travaux. ZentralBlatt en recense une soixantaine.
Il prit sa retraite après la soutenance de son dernier étudiant en thèse d'état, Kazadi Tshilembakana, en 1979. Il n'enseignait plus que la mécanique des milieux continus.
Bernard d'Orgeval publia plus d'une douzaine d'articles sur l'histoire de la Bourgogne dans le Recueil des travaux du Centre Beaunois d’Études Historiques.
En plus de ses cours et travaux, il dirigeait une entreprise familiale de production et vente de vins.
Bernard d’Orgeval semble être l’auteur de l’entrée Jean Ville dans la 20e édition du Who’s Who (1988-1989).[réf. nécessaire]
Bernard d'Orgeval a laissé un cours de mécanique des milieux continus.
Il était Docteur en Droit.

## Décorations
- Chevalier de la Légion d'honneur[6]
- Officier de l'ordre national du Mérite[7]
- Chevalier de l'ordre des Palmes académiques[7]

## Travaux mathématiques (liste non exhaustive)
- 'Les noyaux des courbes planes dans la géométrie sur un champ de caractéristique p', Acad. roy. Belgique, Bull. Cl. Sci., V. Ser. 61, 91-95 (1975).
- 'Sur certaines propriétés des k-arcs', Ann. Mat. Pura Appl., IV. Ser. 102, 91-102 (1975).
- 'Sur certains mouvements d'un solide à point fixe voisins de ceux de Madame Kowalevska', Acad. roy. Belgique, Bull. Cl. Sci., V. Ser. 59, 89-113 (1973)
- 'Plans affines et plans de Möbius', Bul. Inst. Politeh. Iaşi, Secţ. I 17(21), No.3-4, 7-10 (1971)
- 'A propos d'une configuration de droites et de points', Acad. R. Belg., Bull. Cl. Sci., V. Ser. 57, 1189-1195 (1971).
- 'A propos des surfaces de M.E. Stagnaro', Bull. Soc. R. Sci. Liège 39, 229-231 (1970).
- 'Sur certains (k,n)-arcs. Acad. R. Belg., Bull. Cl. Sci., V. Ser. 53, 178-182 (1967).
- "Sur une inégalité entre les genres d'une surface algébrique irrégulière", 84ème Congrès national des sociétés savantes, Dijon (1959) ;
- 'A propos de la surface intersection de trois quadriques de S^5 contenant une octique de genre trois', Acad. Roy. Belgique, Bull. Cl. Sci., V. Sér. 38, 462-468 (1952).
- 'A propos d'une surface du quatrième ordre',Bull. Soc. R. Sci. Liège 20, 437-438 (1951).
- 'La représentation des plans multiples et le nombre maximum des points doubles d'une surface algébrique',Ann. Inst. Fourier 2, 165-171 (1950).
- 'Sur la dégénérescence des surfaces algébriques en systèmes de plans et la dégénérescence des courbes de diramation des plans multiples', Bull. Soc. R. Sci. Liège 19, 351-355 (1950).
- 'Remarques sur des plans quadruples dont les courbes de diramation possèdent les mêmes caractères, mais des décompositions de Chisini distinctes',Bull. Soc. R. Sci. Liège 15, 205-207 (1946).
- 'Remarque sur la décomposition des courbes de diramation des plans multiples', C. R. Acad. Sci., Paris 222, 320-322 (1946).
- 'Les plans multiples représentatifs de certaines familles de surfaces algébriques',Bull. Soc. Math. Fr. 74, 87-101 (1946).
- 'Sur les surfaces algébriques dont tous les genres sont 1', Paris, Gauthier-Villars. 117 p. (1945).
- 'Sur certains plans doubles non rationnels de genres p_a=p_g=0',Bull. Soc. R. Sci. Liège 14, 423-425 (1945).
- 'Les plans multiples représentatifs d'une surface algébrique et la méthode de M. Chisini',Acad. Roy. Belgique, Bull. Cl. Sci., V. Ser. 29, 215-229, 653-656 (1943)
- 'Remarques sur la détermination des plans multiples représentant une surface algébrique',C. R. Acad. Sci., Paris 215, 341-342 (1942).
- 'Une construction des plans multiples représentatifs des surfaces algébriques de genres 1',C. R. Acad. Sci., Paris 206, 1866-1867 (1938).
- 'Sur une extension du principe de dégénérescence à la théorie des surfaces algébriques',Atti Accad. Naz. Lincei, Rend., VI. Ser. 25, 547-553 (1937).

## Travaux historiques
- L'empereur Hadrien: œuvre législative et administrative,Ed. Domat Montchrestien, 1950
- Jean Robert de Chevanne, Recueil des travaux n° 17, Centre beaunois d'études historiques,1999, p. 4-8
- Beaune, il y a un siècle (note de lecture), Mémoires de la Société d'histoire et d'archéologie de Beaune, tome 73, 1992,p55-61
- Le Souvenir Français, Mémoires de la Société d'histoire et d'archéologie de Beaune, tome 66, 1985, p70-129
- Irrégularités comptables à l’Hospice de Nuits au temps de la Révolution, Mémoires de la Société d'histoire et d'archéologie de Beaune,T67, 1986, p74-95
- Les vins d’honneur donnés par la ville supprimés,Mémoires de la Société d'histoire et d'archéologie de Beaune,T70, 1989,p34-52

## Sources
- (en) John Turkevich, Ludmilla Buketoff Turkevich, Prominent scientists of continental Europe, p. 43, éd.	American Elsevier Pub. Co., 1968
- (en) Allen G. Debus,World Who's Who in Science: A Biographical Dictionary of Notable Scientists from Antiquity to the Present, vol. 2, p. 474, éd. Marquis biographical library, 1968
- Numdam: thèse et autres travaux. http://www.numdam.org/numdam-bin/qrech demander d'Orgeval
- Travaux de Bernard d'Orgeval répertoriés sur Zentralblatt MATH
- (en) Glenn Shafer, « introduction à «Obituary of Jean-André Ville by Bernard d'Orgeval» », Journ@al Electronique d'Histoire des Probabilités et de la Statistique, vol. 5, no 1,‎ juin 2009 (lire en ligne) (éléments biographiques)
- Centre beaunois d'études historiques et Mémoires de la Société d'histoire et d'archéologie de Beaune, site http://www.cbeh.fr
- Annonce de décès de Bernard d'Orgeval, Bulletin trimestriel N° 94 - Janvier 2006, p. 2, Centre beaunois d'études historiques.
- Kazadi Tshilembakana: http://www.worldcat.org/title/1ere-these-structures-finies-planes-obtenues-par-generalisation-du-demi-plan-de-poincare-de-la-geometrie-hyperbolique-2e-these-la-classification-des-espaces-symetriques-irreductibles-selon-elie-cartan-et-les-algebres-de-lie-exceptionnels/oclc/490686271